# Cantó de Niça-6
El cantó de Niça-6 és un cantó francès del departament dels Alps Marítims, situat al districte de Niça. Compta amb part del municipi de Niça.

## Municipis
- Niça (barris de Liberacion, Malaussena, Borriglione, Cimier, Pasteur i Sant Ponç)

## Història
| Data d'elecció                           | Identitat             | Partit           | Qualitat |
| ---------------------------------------- | --------------------- | ---------------- | -------- |
| 1961-1973                                | Fernand Icart         | RI               |          |
| 1973-1994                                | Pascal Augier         | UDF              |          |
| 1994-2009                                | Jean-Pierre Mangiapan | RPR, després UMP |          |
| 2009-                                    | Lauriano Azinheirinha | NC               |          |
| les dades anteriors no són pas conegudes |                       |                  |          |
|                                          |                       |                  |          |

| 1962 | 1968 | 1975 | 1982 | 1990 | 1999   | 2007   |
| ---- | ---- | ---- | ---- | ---- | ------ | ------ |
| -    | -    | -    | -    | -    | 28.480 | 28.041 |